# Canche
Canche (em armênio: Կանչ; romaniz.: Kanč’) é uma aldeia do município de Arevute, na província de Aragatsotn, na Arménia. De acordo com o censo de 2011, havia 101 habitantes.